# 星野重次
星野 重次（ほしの じゅうじ、1895年（明治28年）7月5日 - 1985年（昭和60年）8月1日）は、昭和期の政治家。参議院議員（1期）、山梨県議会議長。

## 経歴
山梨県北都留郡初狩村（現大月市）で生まれる。1909年、初狩高等小学校を卒業。1937年、大月町会議員に就任。
戦後、1947年、山梨県議会議員に当選し、その後、同議長を務めた。1956年9月大月市手引動力ポンプ購入資金として10万円寄付により1957年11月27日紺綬褒章受章。1956年6月大月市立初狩中学校新築費として10万円寄付により1957年12月18日紺綬褒章受章（飾版）。1956年7月大月市立初狩中学校屋内体育館建築費として10万円寄付により1957年12月25日紺綬褒章受章（飾版）。1956年7月大月市立大月西小学校校庭拡張工事資金として15万円寄付により1958年1月29日紺綬褒章受章（飾版）。
1970年、山梨県選挙区の第8回参議院議員通常選挙補欠選挙において当選し、参議院議員を1期務めた。この間、参議院沖縄及び北方問題に関する特別委員長を務めた。
その他、大月織物工業組合理事、大月町消防団長、同町農業会長、改進党山梨県連会長、民主党県連会長、自由民主党県連会長、山梨県農業協同組合中央会会長、同県治山治水協会会長、農林中央金庫評議員、山梨県農業会議会長、同県信用農業協同組合連合会長などを務めた。
1978年秋の叙勲で勲三等瑞宝章（勲五等からの昇叙）受章。
1985年8月1日死去、90歳。死没日をもって正五位に叙される。